# 突然
「突然」（とつぜん）は、FIELD OF VIEWの2枚目のシングル。

## 解説
- オリコン週間シングルチャートでは初登場2位を獲得した。累計122.4万枚を売り上げ、FIELD OF VIEWの楽曲では唯一のミリオンセラーとなり、かつ最大のヒット曲である。ポカリスエットのCMソングとして使用され、同CMソングとしてもZARDの「揺れる想い」に次ぐヒットを記録した。
- ジャケット写真は乃木坂近くの遊歩道で撮影された。
- Music Videoでは外での撮影は一部分にしか使われず、ほとんどがスタジオ映像。

## 収録曲
1. 突然
  - 作詞：坂井泉水、作曲：織田哲郎、編曲：葉山たけし

初めて正式にビデオクリップが製作され、バックに「突然」のジャケットなどを貼り付けた狭く黄色と赤色の照明が照らされているスタジオの中で、当時のメンバー全員が黒いスーツを着用し、演奏しながら曲を歌う様子をフィルム撮影の部分も加えながら収録したものを使用している。
生沢佑一と川島だりあがコーラスで参加している。
作詞を手がけた坂井がZARDのアルバム『TODAY IS ANOTHER DAY』で、作曲を手がけた織田も自身のアルバム『MELODIES』でセルフカバーしている。2019年、SARD UNDERGROUNDがアルバム『ZARD tribute』でカバーしている。
FIELD OF VIEWが発表した全てのベスト・アルバムに収録されている唯一の曲でもある。
台湾の歌手リッチー・レンが「永不退縮」の題名でカバーしている。
JASRACには「永遠に前を向いて」という題名でも登録されている（リッチー・レンのカバー版のタイトルを訳するとそれに近い意味になる）。
2. きっと離れていても
  - 作詞・作曲：浅岡雄也　編曲：池田大介
3. 突然（オリジナル・カラオケ）

## タイアップ
- 大塚製薬「ポカリスエット」CMソング (#1)

## 楽曲の収録アルバム
- FIELD OF VIEW I (#1,2)
- SINGLES COLLECTION+4 (#1)
- FIELD OF VIEW BEST 〜fifteen colours〜 (#1)
- the FIELD OF VIEW BEST 2001 Limited Edition of Asia (#1)
- Memorial BEST 〜Gift of Melodies〜 (#1)
- complete of FIELD OF VIEW at the BEING studio (#1)
- BEST OF BEST 1000 FIELD OF VIEW (#1)
- とくダネ!朝のヒットスタジオ vol.4 (#1)
- BEST SUMMER (#1)
- COUNTDOWN BEING (#1)
- FUN Greatest Hits of 90's (#1)
- BEST HIT BEING (#1)
- MILLION 〜BEST OF 90's J-POP〜 BLUE (#1)
- FIELD OF VIEW BEST HITS (#1)
- FIELD OF VIEW 25th Anniversary Extra Rare Best 2020 (#1、未発表テイク)